# Marjeta na Dravskem Polju
Marjeta na Dravskem Polju este o localitate din comuna Starše, Slovenia.